# Zoolook
Zoolook — четвёртый студийный альбом Жана-Мишеля Жарра, вышедший в 1984 году. Zoolook — один из первых дисков, получивших SPARS-код DDD: все этапы создания записи были осуществлены с помощью цифрового магнитофона (цифровая запись, сведение и мастеринг).

## Об альбоме
В альбоме широко используются семплы различных звуков, человеческой речи на более чем 30 языках, также был использован переделанный материал с альбома Music for Supermarkets. В 1985 году вышла переизданная версия альбома с минимально отличающимися от оригиналов ремиксами на «Zoolook» и «Zoolookologie», кроме того, несколько изменён порядок следования композиций — вышеупомянутые треки поменялись местами.
Во время сессий альбома был также записан трек «Moon machine», однако в 1984 году он не был выпущен даже на синглах. Позднее, в 1986 году он был издан в качестве би-сайда сингла «Rendez-vous 4», а в 1991 году вошёл в список композиций сборника «Images».

## Список композиций
1. «Ethnicolor» — 11:47
2. «Diva» — 7:20
3. «Zoolook» — 3:58
4. «Wooloomooloo» — 3:17
5. «Zoolookologie» — 4:14
6. «Blah Blah Cafe» — 3:25
7. «Ethnicolor II» — 3:55

## Участники записи
- Жан-Мишель Жарр — синтезаторы, программирование;
- Лори Андерсон — вокал («Diva»);
- Эдриан Белью — гитара, эффекты;
- Йоги Хортон — ударные;
- Маркус Миллер — бас-гитара;
- Фредерик Руссо — синтезаторы;
- Айра Зигель — гитара.

## Оборудование
- Linn LM-1
- Linn LinnDrum
- Simmons SDS V
- Eminent 310 U
- Garfield Electronics Doctor Click
- E-mu Emulator
- Fairlight CMI-II
- ARP 2600
- EMS Synthi AKS
- Moog 55
- Oberheim OB-Xa
- Sequential Circuits Prophet-5
- Yamaha DX7
- EMS Vocoder 1000